# Rîdodubî, Ciortkiv
Rîdodubî (în ucraineană Ридодуби) este localitatea de reședință a comunei Rîdodubî din raionul Ciortkiv, regiunea Ternopil, Ucraina.

## Demografie
Componența lingvistică a localității Rîdodubî
     Ucraineană (99,24%)
     Alte limbi (0,76%)
Conform recensământului din 2001, majoritatea populației localității Rîdodubî era vorbitoare de ucraineană (99,24%), existând în minoritate și vorbitori de alte limbi.